# Berkenkamp und Quabbeaue
Berkenkamp und Quabbeaue este o arie protejată (arie specială de conservare — SAC, sit de importanță comunitară — SCI) din Germania întinsă pe o suprafață de 211,12 ha, integral pe uscat.

## Localizare
Centrul sitului Berkenkamp und Quabbeaue este situat la coordonatele 51°41′31″N 8°06′08″E / 51.6919°N 8.1022°E.

## Înființare
Situl Berkenkamp und Quabbeaue a fost declarat sit de importanță comunitară în martie 2001 pentru a proteja un număr necunoscut de specii din flora spontană și fauna sălbatică aflate în arealul zonei. Situl a fost protejat și ca arie specială de conservare în decembrie 2006.

## Biodiversitate
Situată în ecoregiunea atlantică, aria protejată conține 3 habitate naturale: Fânețe de joasă altitudine (Alopecurus pratensis, Sanguisorba officinalis), Păduri de fag Asperulo-Fagetum, Păduri de stejar sau de stejar și carpen sub-atlantice și medio-europene de Carpinion betuli.
La baza desemnării sitului se află un număr nedeclarat de specii protejate.